# Keteleeria davidiana
Kétéleeria de David
Espèce
Statut de conservation UICN

 LC  : Préoccupation mineure
Keteleeria davidiana, le Kétéleeria de David, est une espèce de plantes à fleurs de la famille des Pinaceae. Son aire de répartition d'origine est la Chine centrale et méridionale, ainsi que Taïwan. C'est un arbre qui pousse principalement dans le biome tempéré.

## Description
Keteleeria davidiana est un conifère à feuillage persistant. C'est un arbre qui atteint 40-50 m de hauteur, développant une couronne irrégulière et oblate avec de grandes branches. Les branches sont recouvertes d'une couche dense de poils raides. L'écorce est brun terne à gris foncé-noir, et est écailleuse ou floconneuse. Les feuilles sont des aiguilles de 2 à 6,4 cm de long sur 3,6 à 4,2 mm de large. Elles sont plates, rigides et d'un vert foncé brillant. Les cônes sont brun clair, cylindriques et se dressent sur les branches. Ils mesurent 8-20 cm de long et 4-5 cm de large avec un pédoncule de 2,5-3,2 cm de long. Les graines oblongues et ailées, qui arrivent à maturité en octobre ou novembre, mesurent 13 mm de long avec une aile brune brillante de 12-19 mm de long.

## Répartition et habitat
Ce taxon se rencontre dans les pays suivants : Chine, Taïwan, Viêt Nam.
Il est originaire de Taïwan et des provinces de Chine du Gansu, du Guangxi, du Guizhou, du Hubei, du Hunan, du Shaanxi, du Sichuan et du Yunnan. Il est également présent dans la partie la plus septentrionale du Viêt Nam. L'arbre est limité aux collines, montagnes et vallées à des altitudes comprises entre 200 et 1 500 m. Généralement, il pousse dans des régions au climat plus continental que les deux autres espèces de Keteleeria.

## Utilisations
Le bois est tendre et blanc jaune. Il est utilisé pour la construction, les ponts, les meubles et la fibre de bois.

## Liste des sous-espèces et variétés
Selon GBIF (5 février 2025) :
- Keteleeria davidiana subsp. davidiana.
- Keteleeria davidiana subsp. fomosana (Hayata) A.E.Murray, 1982.
- Keteleeria davidiana subsp. formosana (Hayata) Hayata
- Keteleeria davidiana var. davidiana. Les nouvelles branches sont gris-jaune ou gris clair.  Les sommets des écailles des graines sont rétrécis.  Bourgeons d'hiver ovoïdes.
- Keteleeria davidiana var. formosana (Hayata) Hayata. Endémique à Taiwan, à 300-900 m. Cicatrices foliaires sombres dépassant nettement sur les branches.  Feuilles de 2-4 m de long.
- Keteleeria davidiana var. calcarea.  Au Guangxi et au Guizhou sur des montagnes calcaires. Les bBranches de la première année sont jaunes.  Extrémités des écailles des graines émoussées et arrondies.  Bourgeons d'hiver globuleux.

## Systématique
Le nom correct complet (avec auteur) de ce taxon est Keteleeria davidiana (C.E.Bertrand) Beissn..
L'espèce a été initialement classée dans le genre Pseudotsuga sous le basionyme Pseudotsuga davidiana C.E.Bertrand.
Ce taxon porte en français le nom vernaculaire ou normalisé de Kétéleeria de David et, en chinois, 铁坚油杉.
Keteleeria davidiana a pour synonyme :
- Picea davidiana (C.E.Bertrand) C.E.Bertrand